# Гурник (футбольный клуб, Польковице)
«Гурник» (пол. Klub Sportowy Górnik Polkowice) — польский футбольный клуб из Польковице, выступающий во Первой лиге.

## История
Клуб основан в 1947 году. В сезоне 1999/2000 футболистам удалось занять первое место в Третьей лиге и заработать путёвку во Вторую. В следующем сезоне коллективу удалось занять третьей место, но в матчах плей-офф за выход в высший дивизион футболисты потерпели поражение от команды Стомил (Ольштын). В 2003 году «Гурник» вышел в Первую лигу с первого места. В главной лиге Польши клуб играл в течение одного сезона.

## Достижения
- 12-е место в Экстраклассе: 2003/04
- Полуфинал кубка польской Лиги: 2000/01
- Четвертьфинал кубка Польши: 2003/04
- Награда «Fair Play» за культуры игры и боления: 2000/01, 2002/03

## Тренеры клуба
| Имя                                   | Год начала работы | Примечания                                      |
| ------------------------------------- | ----------------- | ----------------------------------------------- |
| Чеслав Лимбергер                      | 1947              |                                                 |
| Антоний Беджицкий                     | ?                 |                                                 |
| Тадеуш Пташник                        | 1956              | Первый профессиональный тренер в истории клуба. |
| Ришард Лакомец                        | 1970              |                                                 |
| Войцех Гаврышевский                   | 1971              |                                                 |
| Алоизий Ситко                         | 1973              |                                                 |
| Роман Бадак                           | 1975              |                                                 |
| Кшиштоф Павлица                       | 1976              |                                                 |
| Богдан Янковский, Стефан Бенько       | 1981              |                                                 |
| Хенрик Марковский                     | 1985              |                                                 |
| Анджей Кот                            | 1988              | Выход в Третью лигу                             |
| Мечислав Бенюсевич, Эдвард Воевудзкий | 1989              |                                                 |
| Рудольф Рупа, Пётр Вуйцик             | 1989              |                                                 |
| Кшиштоф Павлица                       | 1991              |                                                 |
| Иренеуш Фронцковяк, Марьян Путыра     | 1992              |                                                 |
| Артур Сикорский                       | 1995              |                                                 |
| Бруно Захарясевич, Артур Сикорский    | 1996              |                                                 |
| Станислав Кумик                       | 1997              | Выход в Третью лигу                             |
| Мирослав Драган                       | 1997              | Выход во Вторую лигу                            |
| Ромуальд Шукелович                    | 2001              |                                                 |
| Мирослав Драган                       | 2002              | Выход в Первую лигу                             |
| Веслав Войно                          | 2005              |                                                 |
| Марек Конярек                         | 2005              |                                                 |
| Мирослав Драган                       | 2006              |                                                 |
| Доминик Новак                         | 2006              |                                                 |